# Conducto endolinfático
El conducto endolinfático es una estructura anatómica de forma tubular que se encuentra situada en el oído interno. Parte del conducto utriculosacular que une el utrículo con el sáculo y atraviesa el acueducto vestibular para desembocar en un fondo de saco que se llama saco endolinfático en el hueso temporal del cráneo, donde entra en contacto con la duramadre. A través del conducto endolinfático circula la endolinfa.

## Patología
En la región del saco endolinfático pueden desarrollarse tumores malignos, entre ellos el tumor de Heffner o adenocarcinoma papilar. Este tipo de cáncer aparece con más frecuencia en los pacientes afectados por la enfermedad de Von Hippel-Lindau.